# 打ち上げ花火、下から見るか? 横から見るか?
『打ち上げ花火、下から見るか？横から見るか？』（うちあげはなび したからみるか よこからみるか）は、1993年にフジテレビで放送された岩井俊二監督のテレビドラマ作品。またそのドラマを基とする1995年の映画作品や2017年のアニメ映画作品。

## 概要
本作品はフジテレビのオムニバステレビドラマ『if もしも』の一篇として1993年8月26日に放送された（9月2日放送予定だったが8月26日放送予定だった作品が見送られたため1週間繰り上げて放送された）。同年、テレビドラマとしては異例の日本映画監督協会新人賞を受賞している。1995年に再構成され劇場公開された。
当時は若手のテレビドラマ監督・脚本家であった岩井俊二の評価と知名度を一気に上げ、映画製作に進出させるきっかけとなった作品である。その映像は、色調の調整などを使ってフィルムらしく見せる手法（フィルム効果、あるいはF効果と呼ばれる）を使って作成されており、これも当時のゴールデンタイムのテレビドラマとしては非常に珍しかった。
ヒロインの及川なずな役のオーディションで奥菜恵とともに最終選考に残ったのが伊藤歩であり、後に『スワロウテイル』に主演し岩井作品の常連となる。
「東日本大震災により大きな被害を受けた本作のロケ地と東日本復興への願いをこめて」と、2011年7月22日から8月31日まで岩井俊二の公式サイトにて、無料で動画配信された。

## あらすじ
小学生の典道と祐介は仲の良い友達で、2人とも同級生のなずなの事が好きだった。しかしなずなの両親が離婚し、彼女が母親に引き取られて2学期から転校することになっているとは、2人には知るよしもなかった。親に反発したなずなは、プールで競争する典道と祐介を見て、勝った方と駆け落ちしようとひそかに賭けをする。勝ったのは祐介か？典道か？
この物語は勝負の結果が2つ存在し、その時点から物語がAパートとBパートの2つに分かれ、展開する。
Aパート
順調に泳ぐ典道だったが、プールのヘリに足をぶつけたことが原因で負けてしまう。勝った祐介はなずなに「花火大会に二人で行こう」と誘われるも、怖じけづいた祐介は男友達の考えた「打ち上げ花火は横から見たら丸いのか？平べったいのか？」を優先し、なずなとの約束を破ってしまう。それを知らないなずなは彼の実家の病院で散々待たされ、足の治療に来た典道になずなが「君を誘ったらどうしてた？」と聞くと典道は「俺は裏切らない」と返すが、なずなはすさんだ表情の母親になすすべなく連れ戻されてしまう。怒った典道は祐介を殴り倒すと、「あの時俺が勝っていれば」と後悔することしか出来なかった。
Bパート
足をぶつけることなく勝った典道はなずなに「花火大会に二人で行こう」と誘われ、男友達にも「打ち上げ花火は横から見たら丸いのか？平べったいのか？」と誘われるも、ギリギリまで粘った典道はなずなとの約束を優先し、バスに乗り駅で降りた。なずなは時間が経つにつれ態度を変え駆け落ちせずバスで戻り、学校のプールに忍び込み水遊びをした後、「2学期で会おう」と叶うことのない約束をして典道の元を去っていく。一方祐介達は灯台に向かうも花火はすでに終わってしまった。典道は祭りで彼氏を連れた三浦先生から花火師を紹介してもらい、一発の花火を打ちあげてもらう。典道は下から、祐介達は横から花火を見ることができた。

## 音楽
使われている楽曲は、全曲REMEDIOS（麗美の別名義）によってこの作品のために書き下ろされている。
特に、主題歌として使われた「Forever Friends」は、作品のクライマックスとなるシーンで使用されていることもあり、放送直後からフジテレビにはこの楽曲のCD化の問い合わせ・要望が多くあったというが、放送時点ではCD化されておらず、1996年に発売されたCD『打ち上げ花火、下から見るか？横から見るか？ Soundtrack』に、放送から3年を経てようやく収録された。後にアニメ映画でもカバーされたバージョンが挿入歌として使われている。

## 撮影地
この作品の撮影はプロデューサーの原田泉がこのドラマのプロットを読み、この町以外にないと断言した千葉県海上郡飯岡町（現在の旭市）で実際に行われた。また、ロケは飯岡町以外に千葉県海上郡海上町（現在の旭市）、旭市の隣の市である銚子市でも行われており、子供たちが通う小学校は銚子市立豊岡小学校で当地の生徒をエキストラに撮影された。
特に、典道となずなが電車を待つシーンで使われた飯岡駅、典道の自宅として使われた釣具店などは、放送後数年間に渡り、この作品のファンが訪れる姿が見られたという。この地は、この作品の大ファンである山崎貴が監督して2000年に公開された映画『ジュブナイル』の舞台にも使用された。

## 『if もしも』との関係
この作品が放送されたテレビ番組である『if もしも』は本来、主人公の選択によってその後のストーリーがどう変化するかを見せるドラマシリーズであり、どちらかが主人公の空想であってはいけない、というルールがある。その意味では、この作品のシナリオは厳密には番組のルールから逸脱しており、『if もしも』側のスタッフは不満を示したといわれる。
また、岩井俊二が作成した初期の脚本段階での原題は『少年たちは花火を横から見たかった』であったが、撮影前に『if もしも』側のスタッフの強い意向により、現在のタイトルに差し替えとなった。これは、各エピソードのタイトルは「〜するか、〜するか」という形で統一するというルールが番組にあったためである。
このあたりのエピソードについては、1999年に発売されたドキュメンタリーDVD『少年たちは花火を横から見たかった』内でも詳しく触れられており、2017年6月には初期プロットを基にした岩井俊二の小説『少年たちは花火を横から見たかった』が角川文庫から発売された。

## キャスト
- 嶋田典道：山崎裕太
- 及川なずな：奥菜恵
- 安曇祐介：反田孝幸
- 佐藤和弘：ランディ・ヘブンス
- 林純一：小橋賢児
- 笹本稔：桜木研仁
- 三浦晴子先生：麻木久仁子
- 同僚教師：光石研
- 看護婦：植村結子
- 受付の看護婦：中島陽子
- マコト：小山励基
- おでん屋：こばやしせつまさ
- 典道の父：山崎一
- 典道の母：深浦加奈子
- 祐介の父：田口トモロヲ
- なずなの母：石井苗子
- 安さん：酒井敏也
- 露店の客：蛭子能収

## スタッフ
- プロデューサー：原田泉
- 監督・原作・脚本：岩井俊二
- 助監督：桧垣雄二、行定勲、島田剛
- 撮影：金谷宏二
- 音楽：REMEDIOS
- 企画：小牧次郎、石原隆
- 制作：フジテレビ、共同テレビ

## 映画
1995年8月12日にテレビドラマ版からオープニングやドラマシリーズ全体のストーリーテラーであるタモリの出演シーンをカットし映画として再構成されたバージョンが劇場公開された。
配給は日本ヘラルド映画。

## アニメ映画
同名タイトルのアニメ作品が、2017年8月18日に全国約300スクリーンで公開。総監督は新房昭之、脚本は大根仁が担当。「小学生だとアニメとして芝居をさせにくい」という新房の判断で、主人公たちは中学1年生に変更されている。岩井俊二も打ち合わせに参加しており、時間が巻き戻る「もしも玉（映画スタッフ間の通称）」は岩井のアイデアである。

### あらすじ（アニメ映画）
海辺の町、茂下（もしも）町。8月1日は中学校の登校日で、夜はお祭りと花火大会がある。その日の朝、中学1年生の及川なずなは海辺で不思議な「玉」を拾う。登校したなずなは担任の三浦先生に母親からの手紙を渡す。手紙は母親の再婚により夏休み中に引っ越しするという内容だった。
島田典道はクラスメイトの安曇祐介から、なずなに告白したいとふざけ半分で打ち明けられる。二人がプール掃除に行くと、水着姿のなずながいた。3人は50メートルプールで競争し、先にゴールした祐介は、なずなから花火大会に誘われ、夕方5時に迎えに行くと言われる。足を怪我して負けた典道は気が付かない。クラスでは男子グループが打ち上げ花火は横から見ると丸いか平べったいかで議論になり、それを検証するべく茂下灯台に見に行くことになった。なずなの誘いに怖気づいた祐介は、典道に足の怪我を自分の父親の病院で診てもらうよう仕向け、なずなとの約束を破って灯台に行ってしまう。
典道が病院に行くと、浴衣姿でスーツケースを持ったなずなが待っていた。祐介に約束を破られたなずなは、典道にプールで勝ったほうを花火大会に誘ったと打ち明ける。病院を出たなずなは母親に無理矢理家に連れ戻される。泣き叫ぶなずなを見た典道は、怒りのあまり通りかかった祐介を殴りつけ「もしも俺が勝っていたら」と悔し紛れになずなが落とした玉を投げつける。
時間がプールに巻き戻り、プールで勝った典道は、なずなに花火大会に誘われる。夕方こっそり落ち合った二人は、駆け落ちをしようと駅に向かう。白いワンピースに着替えたなずなは典道とホームで電車を待つが、またもなずなは母親に連れ戻され典道は再婚相手に殴られてしまう。落胆した典道は祐介たちと合流し、灯台で花火を見るが、平べったい花火だった。ここがもしもの世界だと気づいた典道は「もしもなずなと電車に乗れたら」と玉を投げる。
時間は駅のホームに戻り、典道はなずなを母親と再婚相手から引き離し、電車に乗り込む。なずなは『瑠璃色の地球』を歌う。だが祐介たちとなずなの母親に見つかり追われる。典道となずなは電車を降り、灯台で花火を見るが花弁のような美しい花火だった。典道はここももしもの世界だと気づく。典道となずなは祐介に突き飛ばされ、玉と一緒に海に落ちる。
時間は電車の中に戻る。祐介たちに見つからなかった電車は不思議なことに海の上を走る。典道は玉の力で一日を何度も繰り返していると打ち明けるが、なずなには記憶がない。駅に戻ると町は一面ガラスに包まれたような光景になっていた。酔った花火師が大きくなっていた玉を拾い打ち上げ、降り注いだ破片に典道たちはそれぞれの「もしも」を垣間見る。なずなは海の中で典道と口づけし、「次はどんな世界で会えるかな」とつぶやき典道のもとを泳ぎ去る。
新学期、出欠をとるクラス。出席簿になずなの名前はなく、典道も教室に姿はなかった。

### 登場人物（アニメ映画）
及川なずな（おいかわ なずな）
声 - 広瀬すず
ヒロイン。中学1年生の女子。典道と祐介の同級生。父親を海難事故で亡くしている。母親の再々婚に反発し、祭りの夜に家出を決行する。典道に好意を抱く。祐介のことは快く思っていない。
島田典道（しまだ のりみち）
声 - 菅田将暉
主人公（クレジット表記は2番目）。中学1年生の男子。なずなと裕介の同級生。釣具店の息子。なずなに好意を抱く。
安曇祐介（あずみ ゆうすけ）
声 - 宮野真守
中学1年生の男子。なずなと典道の同級生。父親は開業医。なずなに片思いしている。
田島純一（たじま じゅんいち）
声 - 浅沼晋太郎
中学1年生の男子。スケボーが得意。よく三浦先生にちょっかいをだす。花火は横から見たら平べったいと主張する。
和弘（かずひろ）
声 - 豊永利行
中学1年生の眼鏡を掛けている男子。花火は横から見たら丸いと主張する。真面目な性格だが、どこかずれている。運動は苦手。
稔（みのる）
声 - 梶裕貴
中学1年生の小柄の男子。花火は横から見たら平べったいと主張する。
なずなの母
声 - 松たか子
恋愛に奔放で2度の結婚歴がある。最初の結婚中に（当時の）浮気相手との間になずなを妊娠し、駆け落ちして茂下町に来た。夫を亡くした後、交際する男性と再婚して町を出るつもりでいる。なずな曰くビッチ。
なずなの母の再婚相手
声 - 三木眞一郎
なずなの母の3度目の結婚相手。優しげに見えるが、典道を殴り付けるなど乱暴な面も。
三浦晴子先生
声 - 花澤香菜
典道のクラスの担任。巨乳。
光石先生
声 - 櫻井孝宏
三浦先生と付き合い始める。
典道の母
声 - 根谷美智子
強気でデリカシーのない性格。
典道の父
声 - 飛田展男
妻の尻に敷かれている。
祐介の父
声 - 宮本充
開業医だが、真面目さにやや欠ける。
花火師
声 - 立木文彦
登場するときは酒を飲んで酔っぱらっている。
看護師
声 - 斎藤千和、嶋村侑
屋台の兄ちゃん
声 - 新垣樽助
レポーター（勝沼）
声 - 種﨑敦美
アナウンサー
声 - 井之上潤
生徒
声 - 小原好美、廣田悠美、内田修一

### スタッフ（アニメ映画）
- 原作 - 岩井俊二（ifもしも「打ち上げ花火、下から見るか？横から見るか？」）
- 総監督 - 新房昭之[9]
- 監督・絵コンテ・美術設定 - 武内宣之[10]
- 助監督 - 城所聖明
- 脚本 - 大根仁[9]
- キャラクターデザイン - 渡辺明夫[10]
- キーレイアウト - 武内宣之、古川尚哉
- 2Dアートワーク - 渡部岳
- デザイン協力 - 新井博慧、秋篠 Denforword 日和、劇団イヌカレー 泥犬
- CGディレクター - 高野慎也、鎌田和幸、笹川恵介、遠藤工
- CGプロデューサー - 西川和宏
- 総作画監督・サブキャラクターデザイン - 山村洋貴[10]
- 演出 - 鈴木利正、宮本幸裕、塚田拓郎、城所聖明[10]
- 作画監督 - 大塚舞、池上太郎、王國年、武藤信宏、坪山圭一、若月愛子、吉岡勝、川畑えるきん、村山公輔、山村洋貴、松浦力、渡辺明夫
- 美術原案 - 秋山健太郎
- 美術デザイン - 田中直哉
- 美術監督 - 飯島寿治、宮越歩、船隠雄貴
- 音楽 - 神前暁[10]
- 音楽プロデューサー - 三上政高、小林健樹
- 色彩設計 - 日比野仁、滝沢いづみ[10]
- 撮影監督 - 江上怜、会津孝幸[10]
- 編集 - 松原理恵[10]
- 音響監督 - 鶴岡陽太[10]
- 配給 - 東宝
- 製作 - 市川南、大田圭二、岩上敦宏、久保田光俊[10]
- 企画・プロデュース - 川村元気[10]
- エグゼクティブプロデューサー - 古澤佳寛[10]
- プロデューサー - 伊藤隼之介、淀明子
- 制作プロデューサー - 宗宮一輝
- アニメーション制作協力 - Lay-duce、米内則智
- アニメーション制作 - シャフト
- 製作 - 「打ち上げ花火、下から見るか？横から見るか？」製作委員会（東宝、アニプレックス、シャフト、KADOKAWA、トイズファクトリー、ジェイアール東日本企画、ローソンHMVエンタテイメント、LINE）

### 主題歌（アニメ映画）
主題歌「打上花火」
作詞・作曲 - 米津玄師 / 編曲 - 米津玄師、田中隼人 / 歌 - DAOKO×米津玄師
挿入歌「Forever Friends」
作詞・作曲 - REMEDIOS / 編曲 - 神前暁 / 歌 - DAOKO
映画の挿入歌として、原作ドラマで主題歌として使用された「Forever Friends」をDAOKOがカバーした。挿入歌のミュージックビデオは、岩井俊二によりドラマのロケ地で撮影された。
劇中歌「瑠璃色の地球」
作詞 - 松本隆 / 作曲 - 平井夏美 / 編曲 - 神前暁 / 歌 - 及川なずな（CV. 広瀬すず）
1986年に発表された松田聖子の楽曲のカバー。ヒロイン・なずなが劇中で歌う。オリジナルサウンドトラックに「及川なずな（CV. 広瀬すず）」名義で収録。

### テレビ放送（アニメ映画）
| 回 | 放送日                      | 放送局           | 放送枠          | 視聴率（ビデオリサーチ） | 備考                     |
| -- | --------------------------- | ---------------- | --------------- | ------------------------ | ------------------------ |
| 1  | 2018年7月16日 21:00 - 22:40 | WOWOWシネマ      |                 |                          | テレビ初放送             |
| 2  | 2019年3月27日 21:00 - 22:30 | NHK BSプレミアム |                 |                          | 無料BS初放送             |
| 3  | 2019年8月11日 12:00 - 13:30 | NHK BSプレミアム |                 |                          | 再放送                   |
| 4  | 2020年8月7日 21:00 - 22:54  | 日本テレビ       | 金曜ロードSHOW! | 7.4%                     | 地上波初放送、ノーカット |

## 関連書籍
小説
- 『打ち上げ花火、下から見るか？横から見るか？』（岩井俊二原作、大根仁著）
  - 角川文庫刊、2017年6月17日発売、ISBN 978-4-04-105488-8
  - 角川つばさ文庫刊、2017年7月15日発売、ISBN 978-4-04-631729-2　永地挿絵
  - 角川スニーカー文庫刊、2017年8月1日発売、ISBN 978-4-04-106033-9、 渡辺明夫（表紙のみ）・DOMO挿絵

- 『少年たちは花火を横から見たかった』（岩井俊二著）
  - 角川文庫刊、2017年6月17日発売、ISBN 978-4-04-105603-5
  - 角川つばさ文庫刊、2017年8月15日発売、ISBN 978-4-04-631730-8、永地 挿絵

漫画
- 『打ち上げ花火、下から見るか？横から見るか？』（岩井俊二原作、「打ち上げ花火、下から見るか？横から見るか？」製作委員会原案、楓月誠漫画）
ヤングエース連載、角川コミックス・エース刊
  1. 2017年8月4日発売、ISBN 978-4-04-106000-1
  2. 2018年3月2日発売、ISBN 978-4-04-106557-0

解説書
- 『打ち上げ花火、下から見るか？横から見るか？公式ビジュアルガイド』
KADOKAWA刊、2017年8月31日発売、ISBN 978-4-04-105984-5

## 受賞歴
- 第41回日本アカデミー賞 優秀アニメーション作品賞[14]

## その他
よしもと新喜劇「打ち上げ花火、田舎で見るか？都会で見るか？」作・演出 玉井総司　2017年9月9日放送